# Rammsjön (Bälinge socken, Västergötland)
Rammsjön är en sjö i Alingsås kommun i Västergötland och ingår i Göta älvs huvudavrinningsområde.